# Die Anrheiner
Die Anrheiner ist eine Fernsehserie des Westdeutschen Rundfunks und der Zieglerfilm Köln über das Leben in einem fiktiven Stadtviertel von Köln, die von 1998 bis 2011 ausgestrahlt wurde.

## Produktion
Die Anrheiner zählte zu den Dauerserien im deutschen Fernsehen und war eine Gemeinschaftsproduktion von Zieglerfilm Köln und des WDR. Die erste Folge wurde am 21. März 1998 ausgestrahlt. Ab da lief die Sendung wöchentlich, wobei der reguläre Sendeplatz sonntags um 17:45 Uhr im WDR war. Die 500. Folge wurde am 14. September 2008 gezeigt. Während einer jährlichen Sommerpause wurden keine Folgen der Serienreihe übertragen. 

## Dreharbeiten und Kulissen

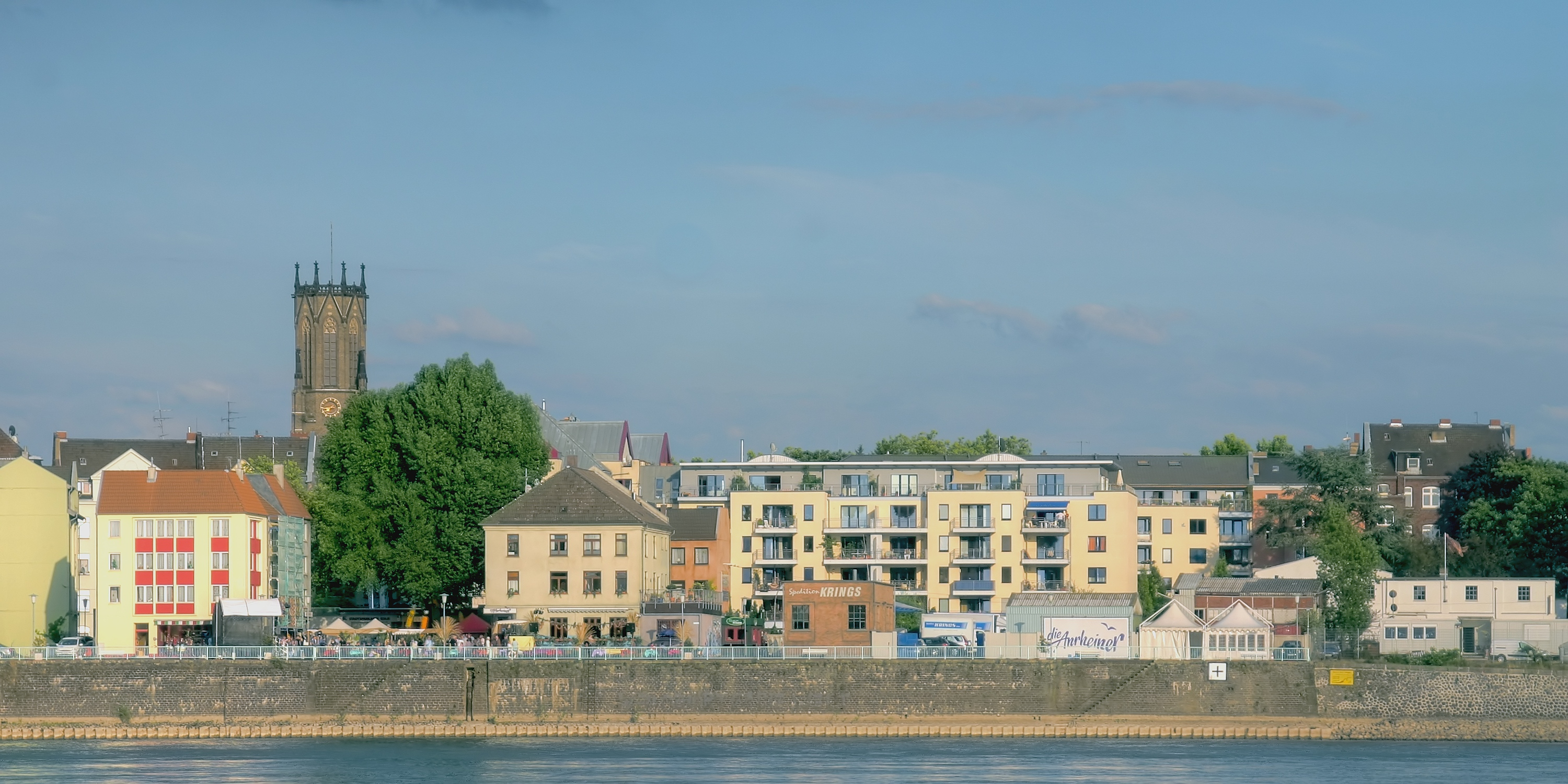
Die Häuserkulisse der Serie am Rheinufer

Die Handlung spielt in Köln, gedreht wurde im Stadtteil Mülheim. Am dortigen Hafengelände (in der Hafenstraße) wurde die gesamte Außenkulisse aufgebaut. Die Häuserkulisse war keine Fassadenattrappe, sondern bestand aus bespielbaren Gebäuden, in denen auch die meisten Innenszenen gedreht wurden. Fast alle Gebäudekomplexe gruppierten sich um den Römerplatz, den Mittelpunkt des fiktiven Stadtviertels. Die Bauten waren dem Stil verschiedener Jahrzehnte nachempfunden und gaben, wie auch die eingeschossigen Ladenpavillons aus der Nachkriegszeit, ein typisches Erscheinungsbild vieler Kölner Straßenzüge wieder.
Das übrige Innenleben der Häuser befand sich im Studio. In den ersten beiden Jahren wurde zunächst in den Studios des Westdeutschen Rundfunks in Köln-Bocklemünd gedreht, bevor man mit sämtlichen Innenkulissen in eine ehemalige Fabrikhalle des Motorenherstellers KHD (heute Deutz AG) an der Deutz-Mülheimer-Straße in Köln-Mülheim umzog. Im Frühjahr 2006 folgte schließlich der zweite und letzte Umzug in ein ehemaliges Zwischenlager für Buchhändler an der Amsterdamer Straße in Köln-Riehl. Die letzten Dreharbeiten fanden am 29. August 2013 am Set statt. Die letzte Folge wurde im Frühjahr 2014 ausgestrahlt. Die Außenkulisse wurde im Dezember 2013 abgerissen.

## Handlung
Die Handlung spielt in einem direkt am Rhein gelegenen Kölner Stadtviertel mit Geschäften, der Kneipe Zum Anrheiner, einer Zeitungsredaktion, einem Kiosk (Büdchen), einem Speditionsunternehmen und verschiedenen Wohnhäusern. Die Episoden erzählen die Geschichten und Probleme der Bewohner in einem typischen Kölner Veedel. Im Mittelpunkt der Handlungsfäden steht das Geflecht der Menschen aus Beziehung, Familie, Freundschaften, deren berufliche und geschäftliche Betätigung und die daraus im täglichen Leben resultierenden Verwicklungen. Bei den dargestellten Personen handelt es sich um Figuren des Alltags.

## Besetzung
Um größere Authentizität zu erlangen, wurden für einige Hauptfiguren Schauspieler engagiert, die die rheinische Mundart oder den Kölner Dialekt beherrschen, wie Hildegard Krekel, Samy Orfgen, Ernst H. Hilbich oder der Kölner Mundart-Musiker Tommy Engel. Die meisten Rollen wurden von Darstellern mit abgeschlossener Schauspielausbildung gespielt. Sie verfügten über Bühnenerfahrungen an verschiedenen Theatern und waren auch in zahlreichen anderen Fernsehrollen zu sehen. Viele Hauptdarsteller waren seit den ersten Folgen der Sonntagsserie im Einsatz. In mehreren Handlungsfäden und Episoden trat auch die bekannte Volksschauspielerin Tana Schanzara auf. 

## Umstrukturierung
In der Folge 608 wird am Rhein die Leiche der Figur Mathes Krings gefunden. Dieser Handlungsstrang war der Auftakt einer grundlegenden Umstellung der Serie. Im weiteren Verlauf wurde sie in Ein Fall für die Anrheiner umbenannt. Ein Großteil der Darsteller wirkte auch in dieser Fortsetzung mit.

### Besetzung
(sortiert nach der Reihenfolge des Ausstiegs)
| Schauspieler          | Rollenname                                        | Folgen          | Jahre               |
| --------------------- | ------------------------------------------------- | --------------- | ------------------- |
| Sabrina Bergmann      | Jennifer „Jenni“ Palewski                         | 10–55           | 1998–1999           |
| Natascha Bonnermann   | Rita Stollenwerck                                 | 10–59           | 1998–1999           |
| Peter Prager          | Didi Rommerskirchen                               | 8–60            | 1998–1999           |
| Raphaela Dell         | Dörte Rommerskirchen                              | 11–60           | 1998–1999           |
| Sandra Borgmann       | Ulrike Petersen                                   | 15–77           | 1998–1999           |
| Christoph Wehr        | Stefan van Kujpers                                | 11–80           | 1998–1999           |
| Markus Lorenz         | Michael Petersen                                  | 16–84           | 1998–1999           |
| Daniel Kuschewski     | Sascha Petersen                                   | 15–98           | 1998–2000           |
| Berenice Kockisch     | Kathi Schmitz †                                   | 2–105           | 1998–2000           |
| Petra Redinger        | Constanze Petersen                                | 6–126           | 1998–2000           |
| Annalena Grün         | Denise Wedau                                      | 85–134          | 1999–2000           |
| Jürg Löw              | Bruno Blumenauer                                  | 23–138          | 1998–2000           |
| Stefanie Kasperek     | Dagmar „Daggi“ Palewski                           | 10–191          | 1998–2001           |
| Therese Dürrenberger  | Gabriele Thelen                                   | 197–229         | 2001–2002           |
| Laura Henseler        | Meike Kellermann                                  | 207–249         | 2002                |
| Uta-Maria Lerner      | Astrid Kellermann                                 | 207–249         | 2002                |
| Stephan Schleberger   | Hannes Thelen                                     | 178–250         | 2001–2002           |
| Dada Stievermann      | Elke Marker                                       | 227–277         | 2002–2003           |
| Judith Hoersch        | Colette „Coco“ Coubert †                          | 182–303         | 2001–2004           |
| Leon Ömer Simsek      | Kemal Duman                                       | 132–315         | 2000–2004           |
| Kerstin Gähte         | Evelyn Krings †                                   | 1–351           | 1998–2004           |
| Lutz Reichert         | Thomas van Haren                                  | 225–351         | 2002–2004           |
| Angelika Bartsch      | Ines Kreuz                                        | 310–351         | 2004                |
| Jan Niklas Berg       | Jonas Rinkel                                      | 213–359         | 2002–2005           |
| Markus Hoffmann       | Armin Kummer                                      | 147–365         | 2001–2005           |
| Dierk Prawdzik        | Gunther Leibach                                   | 88–369 580–610  | 1999–2005 2010–2011 |
| Rudolf Debiel         | Dr. Laurentius Schneck                            | 8–371           | 1998–2005           |
| Gabrielle Odinis      | Elena Kolnikowa                                   | 15–431          | 1998–2006           |
| Matthias Klimsa       | Tom Adamski                                       | 1–436 601–602   | 1998–2007 2011      |
| Volker Lippmann       | Wolfgang Schrader                                 | 3–436           | 1998–2007           |
| Christian Beermann    | Marcel Burmeister                                 | 375–436         | 2005–2007           |
| Diana Staehly         | Teresa „Terry“ Roeder                             | 198–437         | 2001–2007           |
| Tana Schanzara        | Elsbeth Pawelczik †                               | 55–439          | 1999–2007           |
| Marcel Nievelstein    | Tim Baltus                                        | 412–439         | 2006–2007           |
| Sema Meray            | Helga Schrader                                    | 3–445           | 1998–2007           |
| Johannes Habla        | Bela Nagy †                                       | 368–454         | 2005–2007           |
| Alexander Mokos       | Frank Krings                                      | 5–460           | 1998–2007           |
| Orhan Güner           | Demir Yildiz                                      | 370–473         | 2005–2007           |
| Axel Siefer           | Hermann Lohr                                      | 400–473         | 2006–2007           |
| İsmail Şahin          | Kevin Münsterberg                                 | 155–167 455–477 | 2001 2007–2008      |
| Michael Koslar        | Oliver Wagner                                     | 445–477         | 2007–2008           |
| Freya Trampert        | Gesine Rinkel                                     | 197–481         | 2001–2008           |
| Tanja Kuntze          | Janina Schäfer                                    | 424–482         | 2006–2008           |
| Heiko Obermöller      | Nico Schrader                                     | 1–483           | 1998–2008           |
| Andreas Stenschke     | Ben Merker                                        | 155–483         | 2001–2008           |
| Pinar Erincin         | Aysha Yildiz                                      | 384–492         | 2005–2008           |
| Frank Voß             | Sascha Neumann                                    | 319–499         | 2004–2008           |
| Sandra Keller         | Susanne Kirsch                                    | 449–499         | 2007–2008           |
| Haydar Zorlu          | Mehmet Ünsel                                      | 29–531          | 1998–2009           |
| Helga Op gen Orth     | Amelie Krings, verw. Schuster                     | 1–564           | 1998–2010           |
| Günter Wolf           | Rudolph Krings                                    | 1–564           | 1998–2010           |
| Jenny Jürgens         | Dr. Kerstin Steinmann                             | 496–612         | 2008–2011           |
| Luise Risch           | Nina Steinmann                                    | 495–611         | 2008–2011           |
| Conrad Risch          | Max Steinmann                                     | 495–611         | 2008–2011           |
| René Toussaint        | Mathes Krings †                                   | 1–611           | 1998–2011           |
| Ernst H. Hilbich      | Jupp Adamski                                      | 1–572           | 1998–2010           |
| Marie-Agnes Reintgen  | Elisabeth Küppers                                 | 1–611           | 1998–2011           |
| Ludger Burmann        | Darius Pawelczik                                  | 1–612           | 1998–2011           |
| Tommy Engel           | Jaco Kließ                                        | 1–612           | 1998–2011           |
| Maik Stephan Behrendt | Alexander Schmitz                                 | 1–572           | 1998–2010           |
| Dmitri Alexandrov     | Dimitri Levin                                     | 557–612         | 2010–2011           |
| Liz Baffoe            | Hadiya Wedekind                                   | 496–611         | 2008–2011           |
| Elias Ordelmans       | Fabian Merzenich                                  | 504–572         | 2008–2010           |
| Eva Scheurer          | Cornelia Merzenich                                | 505–605         | 2008–2011           |
| Dagmar Laurens        | Ruth Vollmer                                      | 517–601         | 2009–2011           |
| Ivan Robert           | Ingo Passlack                                     | 3–611           | 1998–2011           |
| Rolf Berg             | Josef Krings                                      | 4–612           | 1998–2011           |
| Constance Craemer     | Bea Krings                                        | 6–612           | 1998–2011           |
| Julia Beerhold        | Karin Radke                                       | 8–612           | 1998–2011           |
| Dietrich Adam         | Guido Voss                                        | 83–612          | 1999–2011           |
| Sonia Serrano         | Stella Adamski, geb. Cappelluti                   | 94–611          | 2000–2011           |
| Lotti Krekel          | Trudi Fritsch                                     | 214–611         | 2002–2011           |
| Tanja Schmitz         | Britta Oberländer                                 | 316–611         | 2004–2011           |
| Anna Ewelina          | Lara König                                        | 477–609         | 2008–2011           |
| Johannes Steck        | Dr. Patrick Steinmann                             | 487–612         | 2008–2011           |
| Ludwig Hansmann       | Polizist Bernrath                                 | 495–568         | 2008–2010           |
| Hildegard Krekel      | Uschi Schmitz                                     | 1–612           | 1998–2011           |
| Samy Orfgen           | Lisa Habbig                                       | 1–612           | 1998–2011           |
| Giovanni Luzi         | Horst Schneider                                   | 18–612          | 1998–2011           |
| Susanne Seidler       | Lydia von Bebenberg                               | 177–612         | 2001–2011           |
| Claus Janzen          | Udo Herkenrath                                    | 213–604         | 2002–2011           |
| Simone Sombecki       | Biggi Olejniczak                                  | 519–612         | 2009–2011           |
| Andreas Windhuis      | Polizeihauptkommissar Karl-Heinz "Kalle" Westphal | 605–612         | 2011                |
| Jochen Schroeder      | Polizeikommissar Paul Overath                     | 609–612         | 2011                |

### Nebendarsteller
Sortiert nach der Reihenfolge des Einstiegs.
| Schauspieler           | Rollenname           | Folgen  | Jahre     |
| ---------------------- | -------------------- | ------- | --------- |
| Marlene Riphahn        | Gisela Schleicher    | 5–46    | 1998–1999 |
| Burkhard Heyl          | Robert Walldorf      | 6–46    | 1998–1999 |
| Gisela Keiner          | Frau Berger          | 8–69    | 1998–1999 |
| Jo Betzing             | Flaschen-Karl        | 9–528   | 1998–2009 |
| Maverick Quek          | Pham Doc             | 11–43   | 1998–1999 |
| Uta-Maria Schütze      | Dr. Stetter          | 11–337  | 1998–2004 |
| Ernst-August Schepmann | Hans Berlinger       | 12–29   | 1998      |
| Wolke Hegenbarth       | Jasmin Schönberger   | 56–72   | 1999      |
| Udo Thies              | Ludger Baumann       | 62–560  | 1999–2010 |
| Stefanie Mühle         | Frau Wedau           | 87–205  | 1999–2002 |
| Helmut Hagen           | Onkel Dino           | 103–267 | 2000–2003 |
| Jo Jung                | Jürgen Sander        | 110–408 | 2000–2006 |
| Ingrid Steeger         | Vera Franke          | 120–253 | 2000–2003 |
| Olga Moritz-Weiler     | Ann-Kathrin          | 131–149 | 2000–2001 |
| Sebastian Winkler      | Nick                 | 208–244 | 2002      |
| Frank Büssing          | Volker Roeder        | 248–352 | 2002–2004 |
| Andrea Badey           | Inge Roeder          | 248–377 | 2002–2005 |
| Imke Brügger           | Wiebke Debray        | 268–331 | 2003–2004 |
| Malwine Moeller        | Hedwig Habbig        | 302–358 | 2003–2005 |
| Vanessa Remy           | Claudia              | 331–425 | 2004–2006 |
| Eva Pliego-Siebenkäs   | Miriam               | 331–434 | 2004–2006 |
| Thomas Pohn            | Hausverwalter Menz   | 339–400 | 2004–2006 |
| Andreas Külzer         | Installateur Beiling | 369–481 | 2005–2008 |
| Vivienne Bojar         | Erika Otten          | 376–459 | 2005–2007 |
| Şiir Eloğlu            | Frau Yildiz          | 408–432 | 2006      |
| Helga Bellinghausen    | Simone Sievert       | 421–438 | 2006–2007 |
| Rafael Schimanski      | Fahrradkurier Moritz | 369–481 | 2000–2003 |
| Ilse Strambowski       | Frau Simon           | 461–480 | 2007–2008 |